# Mental Ray

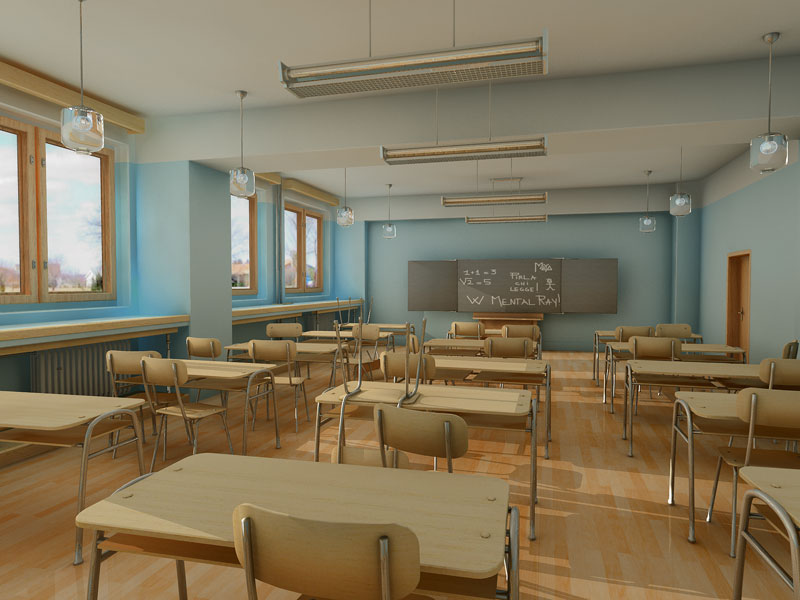
Salle de classe créée avec Autodesk Maya et rendue avec Mental Ray

Mental Ray est un moteur de rendu 3D logiciel produit par la société Mental Images GmbH. Il utilise la méthode du raytracing pour créer les images.
Il a été utilisé dans de célèbres films comme Hulk, Matrix Reloaded & Matrix Revolution, Star Wars, épisode II : L'Attaque des clones, Poseidon, Le Jour d'après ou encore Dante 01.
Mental Images a été racheté par NVidia en 2007.
Depuis peu, le développement de shader pour Mental Ray peut-être fait via un langage dédié développé par Mental Images (en) : MetaSL.
Il permet de créer des shaders via le logiciel Mental Mill, soit directement en le codant, soit en utilisant un système nodal de combinaison de shaders.

## Logiciels utilisant Mental Ray[2]
- AutoCAD
- Autodesk Revit
- Autodesk Inventor
- Autodesk VIZ
- Autodesk 3ds Max (inclus avec le logiciel d'origine)
- Autodesk Maya (inclus avec le logiciel d'origine)
- Autodesk Softimage
- Blender ("Blental") (Développement du projet avorté)
- CATIA (Versions 4, 5, 6 ; inclus avec le logiciel d'origine)
- Cinema 4D (à partir de la version 11) (via le plugin meta4D)
- Domus3D
- FreeForm
- Houdini
- Image Studio
- Pro/Engineer
- Photoworks (moteur de rendu pour Solidworks se basant sur Mental Ray)
- Visoft

## Applications similaires
- Kerkythea
- Vray
- POV-Ray